# Muqali
Muqali o Muquli fou un dels grans generals de Genguis Kan.
Se l'esmenta per primer cop vers el 1196 quan era cap de la tribu dels djelair. Abans del 1200, en la guerra entre els kerait i els naiman, aquestos van envair el país kerait, i Djagambu (germà de Wang khan) i Ilqa Sangun (fill de Wang) van haver de fugir. Wang va cridar en ajut al seu vassall, el kan dels mongols propis, Genguis Kan, que li va enviar els seus «quatre grans guerrers» (dorben kulu'ud) és a dir a Bo'ortchu, Muqali, Boroqul i Tchila'un, que van salvar al darrer moment a Sangun, van expulsar els naiman de les terres kerait i van recuperar el bestiar agafat pels naiman.
Fou després sota l'imperi (1206) el cap de l'exèrcit de l'ala esquerra (djegün gar o djun gar = mà esquerra) que se situava a la part oriental dels territoris de Genguis Kan.
El 1215 Genguis Kan va deixar la campanya de la Xina, on va deixar alguns generals al país, però va retirar les tropes per portar-les al Turquestan, i l'exèrcit que va quedar a territori Jin només va poder fer atacs parcials, que van afectar progressivament al regne però no li donaven el cop de gràcia. El principal general que va restar a territori Jin fou Muqali, però amb forces reduïdes (uns 23.000 homes i uns 20000 auxiliars indígenes). El 1216 el general Samuqa va separar el Shensi i el Honan per l'ocupació de Tong-kuan que dominava la vall del riu Groc; però fou una conquesta temporal, ja que els Jin després la van recuperar com van fer amb la major part dels seus antics territoris excepte Pequín.
Llavors Muqali va agafar la direcció de les operacions i en una campanya de set anys (1217-1223) en els que va aconseguir reduir altre cop als Jin al Honan; el 1217 es va apoderar de Ta-ming a Hopei, fortalesa que havia resistit al mateix Genguis Kan; el 1218 va ocupar les capitals dels Shensi, Tai-yuan i Ping-yang; el 1220, fou reconquerida Ta-ming, que probablement havien perdut el 1219 o abans, i conquerida la capital del Shantung, Tsinan; aquest mateix any 1220 un dels seus lloctinents va ocupar Tchang-to, al nord del riu Groc; el 1221 foren conquerides diverses ciutats del nord del Shensi con Pao-ngan i Fu Tcheu; el 1222 dominava Chang'an, l'antiga capital del Shensi; el 1223 va reconquerir Ho Tchong (moderna Pu tchetou), a l'angle sud-oest del Shansi a un colze del riu Groc, que els mongols ja havien conquerit abans però els Jin havien recuperat en un atac sorpresa. En aquesta darrera operació va morir Muqali.
Després de la mort del general els Jin van recuperar Ho Tchong i la lluita en aquesta zona, farcida de petites fortaleses, va esdevenir una inacabable guerra de setges.